# Liars (гурт)
Liars — австралійсько-американський експериментальний рок-гурт, створений у Брукліні, Нью-Йорк, у 2000 році. Анґус Ендрю є засновником і єдиним постійним учасником Liars, зараз до нього приєдналися мультиінструменталіст Кемерон Дієлл і барабанщик Лоренс Пайк. Аарон Гемфілл грав з гуртом від його заснування до свого дружнього відходу з проєкту у 2017 році. Джуліан Ґросс приєднався до гурту під час запису їхнього другого альбому They Were Wrong, So We Drowned у 2004 році і грав з гуртом до свого відходу у 2014 році. Liars випустили десять студійних альбомів і підписали контракт з лейблом Mute Records. Стилістично вони поєднують елементи року і панку з експериментальною електронікою, при цьому Ендрю визначає собі такі впливи, як Orchestral Manoeuvres in the Dark, The Cure, Пі Джей Гарві, Underworld, The Doors і Майкла Френкса.

## Дискографія
Студійні альбоми
- They Threw Us All in a Trench and Stuck a Monument on Top (2001)
- They Were Wrong, So We Drowned (2004)
- Drum's Not Dead (2006)
- Liars (2007)
- Sisterworld (2010)
- WIXIW (2012)
- Mess (2014)
- TFCF (2017)
- Titles with the Word Fountain (2018)
- The Apple Drop (2021)